# Mustafa Balel
Mustafa Balel (Sivas, 1 de setembro de 1945) é um escritor turco de romances e contos.

## Biografia
Ensinou a língua francesa nos liceus de seu país de 1968 até 1997; essa profissão não o impediu de fazer traduções para os leitores turcos obras de escritores franceses de renome como Michel Tournier, Yann Queffélec, Pascal Bruckner, Jorge Semprun, Panaït Istrati, Jean-Philippe Toussaint, Dragan Babic, Marlene Amar, etc.
Colaborou igualmente com a redação de várias enciclopédias como Larousse (GCD, Mémo), Axis e várias outras.
É, naturalmente dentro de suas atividades literárias que podemos encontrar a publicação de "Öykü " uma das primeiras revistas literárias destinada aos contistas amadores.
O autor oferece a seus leitores textos tecidos com palavras bem escolhidas, refinadas mas, também aquelas mais rugosas, que são indispensáveis para traçar a trama de suas obras. E um mestre da narração e do diálogo; ele consegue reter a tentação de seus leitores através de seus romances e contos, redigidos em uma linguagem poética e viva, que relatam os problemas das relações sociais entre o indivíduo e a sociedade; em particular, ele se prende em pintar uma certa melancolia.
Nas seus obras constata-se que denota uma estrutura matriarcal e convencional reina subrepticiamente numa sociedade conhecida estritamente patriarcal.

## As obras
Romances:
- ”Peygamber Çiçeği” (A Violeta, 1981, 2005)
- ”Asmalı Pencere” (Janela para o Vinhedo, 1983)
- ”Bizim Sinemamız Var !” (Mas eu sou o filho do proprietário do cinema !, 1979, 2014)
- ”Cumartesiye Çok Var mı?” (Sábado, é longe ?, 1982, 2011).
- "Nöbetçi Ayakkabıcı Dükkânı" (Loja de Sapatos a serviço, 2004)

Os dois últimos títulos são obras destinadas aos jovens.
Contos:
- ”Kurtboğan” (O Rochedo chamado Esconde-Lobo, 1974)
- ”Kiraz Küpeler” (Os brincos de cerejas, 1978, 2010),
- ”Gurbet Kaçtı Gözüme” (O Exílio nos meus olhos, 1982),
- ”Turuncu Eleni” (Eleni Alaranjada, 1992)
- "Karanfilli Ahmet Güzellemesi" (Louvor de Ahmet com o cravo, 2005)
- "Etiyopya Kralının Gözleri" (Os olhos do rei da Etiópia, 2011)

Contos de viagens:
- "Bükreş Günleri"  (Os dias de Bucarest, 1985).
- "Istanbul Mektupları" (As cartas de Istambul, 2009)